# Rokytská slať

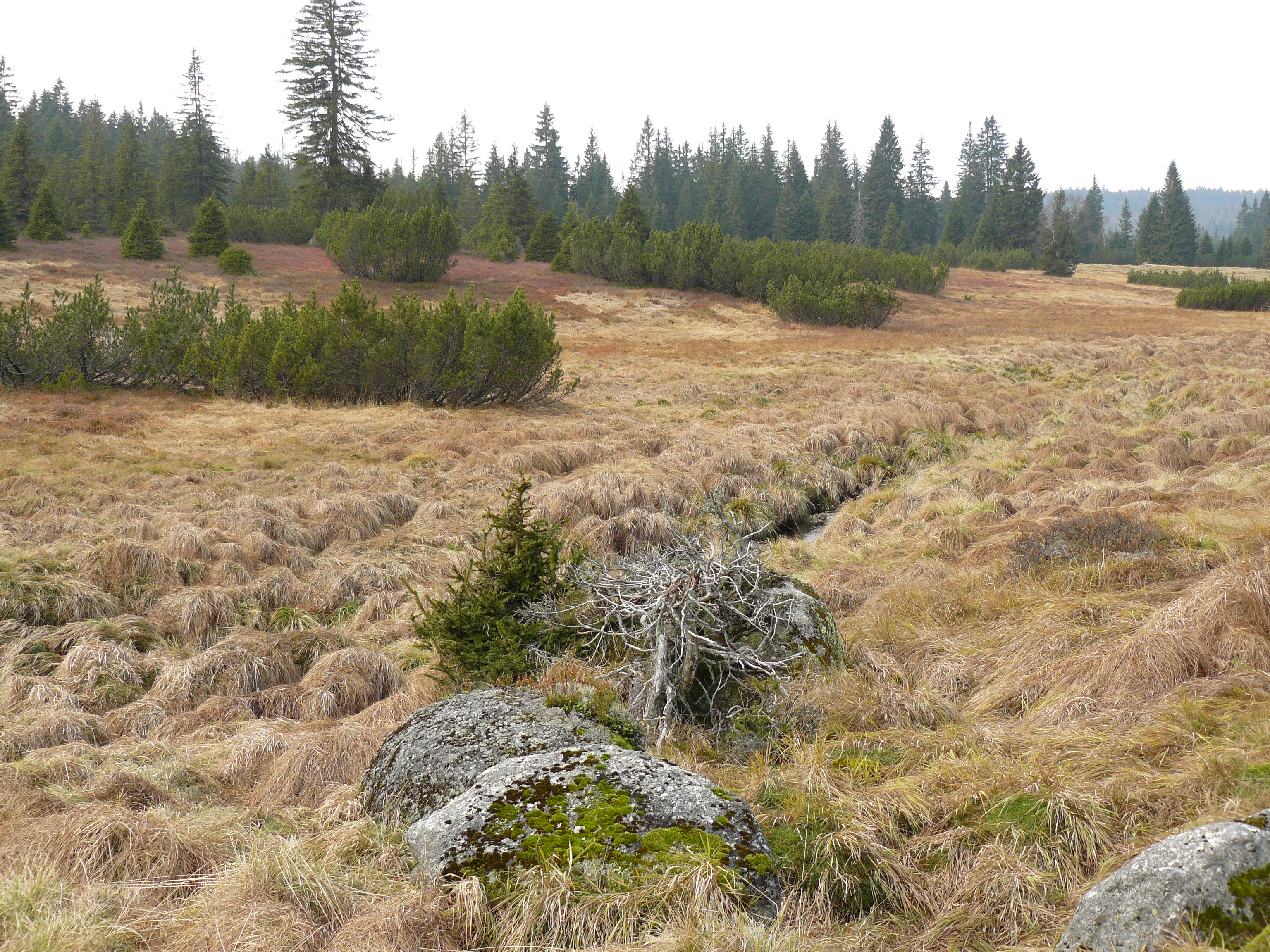
Údolí Rokytky

Rokytská slať (německy Weitfäller Filz) je největší (142 ha) ze slatí nacházejících se v jádrové zóně Národního parku Šumava, komplexu Modravských slatí. Zdejší flóra i fauna jsou natolik výjimečné, že celé území je veřejnosti nepřístupné. Nachází se zde mrazové formy stromů (zakrslé a mrazové formy), kupříkladu smrků, borovic a bříz. Několik druhů vážek nežije nikde jinde na světě. Slať se také může pochlubit největším počtem jezírek ze šumavských slatí – je jich 69. Výjimečný je i tzv. Mrtvý les s odumřelými kmeny stromů.

## Poloha
Rokytská slať se nachází 5 km západně od Modravy, v přibližné nadmořské výšce 1100 m n. m. Je obklopena vrcholovými spočinky Medvěd, Smrkový vrch a Na Soutoku. Ze západní strany slať obchází státní hranice s Německem a přiléhá k jádrovému území Národního parku Bavorský les. Slať je vidět ze 4,5 km vzdáleného Roklanu.

## Rokytka
Z Rokytské slati odvádí vodu potok Rokytka. Jeho tok dosahuje délky 4,4 km než dosáhne Roklanského potoka. Po celém toku protéká Rokytským údolím, které je přirozeně nezalesněné, drží se zde pouze nejodolnější druhy borovic, mrazových smrků a mechů.

## Název
Název Rokytská slať patrně pochází od mechorostu rokyt. Kromě pojmenování „Rokytská“ existuje i „Rokytecká“ a německé „Weitfällerská“.

## Historie
Území se téměř dokonale vyhnulo všem historickým těžbám, které poznamenaly ráz Šumavy, proto zde i dnes nalezneme původní porosty. Již ve 20. letech 20. století bylo místo vyhlášeno za turistickou zajímavost a vedla k němu turistická stezka, která pokračovala až na Roklan. Po druhé světové válce bylo území uzavřeno železnou oponou. Přímo prostředkem slatě vedla linie hraničního drátěného zátarasu, byla zde vytvořena nádrž zadržující vodu a křižovatka cest – asfaltová podél zátarasu na sever k Javoří pile, asfaltová na jih k Medvědí hoře a užší vozová cesta, zvaná Slaťská, Rokyteckým údolím, na jehož konci přímo na soutoku Rokytky a Roklanského potoka byla zbudována pohraniční rota Soutok. Základy roty jsou stále velmi dobře patrné. Cesta Rokyteckým údolím je již nezřetelná.